# Sfinks (rasa kota)

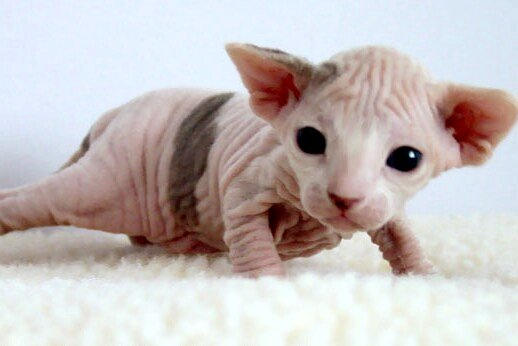
Dwutygodniowy Sfinks

Sfinks (kanadyjski bezwłosy) – rasa kota. Występujące w Ameryce i Europie sfinksy pochodzą przeważnie od kanadyjskiego kota domowego. W 1966 r., w wyniku samoistnej mutacji, kotka Prune urodziła dwa łyse młode.

## Charakterystyczne cechy sfinksa
- brak sierści, dopuszczalne jest bardzo krótkie owłosienie na nosie, uszach, ogonie (u samców na jądrach)
- uszy duże, odstające
- duże, skośne oczy (w kształcie cytryny)[1]
- głowa smukła, podłużna
- nos i kości policzkowe mocno zarysowane
- dobrze zbudowane ciało, szeroka klatka piersiowa
- ma długie łapy i ogon

## Historia
Pierwszy sfinks urodził się w miocie zwykłych kotów krótkowłosych w 1966 w Toronto w Kanadzie (nie była to pierwsza bezwłosa mutacja, pod koniec XIX wieku hodowano przez krótki czas rasę zwaną „meksykańskim kotem bezwłosym”). Przez wiele lat hodowcy europejscy i północnoamerykańscy prowadzili selektywną hodowlę bezwłosych kotów. Tak powstała rasa dziś znana.
Natychmiast wzbudziła ona zainteresowanie hodowców, którzy zapragnęli mieć tego rodzaju egzotycznego kota. We wczesnych latach 70. rozpoczęto w Holandii pierwsze programy hodowli nowej rasy. Ścisła współpraca hodowców ze Stanów Zjednoczonych, Kanady i Holandii szybko poszerzyła początkowo niewielki materiał hodowlany. Pierwszy sfinks został zarejestrowany przez amerykańskie The Cat Fanciers’ Association (CFA) w lutym 1998.

## Budowa
Sfinks ma średnich rozmiarów ciało, dość wydłużone, z szeroką, dobrze wykształconą klatką piersiową i silnie uwydatnionym brzuchem, co wywołuje wrażenie jakby zawsze były najedzone. Są dobrze umięśnione i mają mocną budowę kości. Kończyny mają właściwe proporcje w stosunku do reszty ciała, również są dobrze umięśnione, tylne nieco dłuższe od przednich. Zakończenie łap jest owalne z długimi i wysmukłymi palcami, opuszki łap sfinksów są silniej rozwinięte niż u przedstawicieli innych ras.

### Głowa
Głowa jest średniej wielkości, o kształcie spłaszczonego klina z harmonijnymi zaokrągleniami (kształt przypomina cytrynę). Nos jest średniej długości z silnym zagłębieniem u nasady. Oczy duże i szeroko rozwarte są ustawione lekko skośnie i w dużej odległości od siebie. Powinny być zielone lub brązowe. Uszy są duże i sterczące, szerokie u nasady. Powinny być osadzone nie za wysoko i nie za nisko, raczej nieowłosione, zwłaszcza wewnątrz małżowiny usznej.

### Skóra
Skóra sfinksów jest w dotyku ciepła, w niektórych miejscach, takich jak okolice barków, stawów tylnych kończyn oraz szyi i głowy, wyraźnie pofałdowana. Im więcej sfinks ma fałd na skórze, tym cenniejszy jest dla hodowli. Szczątki futra na końcu ogona lub na brzuchu są dopuszczalne. Większość sfinksów wcale nie ma wąsów, u niektórych są ich resztki. Przypomina w dotyku zamsz. Na pyszczku, uszach, stopach, ogonie i grzbiecie pojawia się delikatny meszek.
Sfinksy są bardzo płodne, jednak wychowanie potomstwa wymaga dużego zaangażowania hodowcy.